# ビルギト・トゥム
ビルギト・トゥム（Birgit Thumm、女性、1980年7月3日 - ）は、ドイツの元バレーボール選手。元ドイツ代表。

## 来歴
1999年、ドイツ代表に初選出される。同年の欧州選手権で4位となった。2002年のワールドグランプリでは銅メダルを獲得した。
2004年8月、アテネ五輪に出場した。世界選手権へは2大会（2002年、2006年）連続出場している。

## 球歴
- オリンピック - 2004年
- 世界選手権 - 2002年、2006年
- 欧州選手権 - 1999年、2001年、2003年
- ワールドグランプリ - 2002年、2004年、2005年

## 所属クラブ
- SSV Ulm 1846（1999-2000年）
- DJK Karbach（2000-2002年）
- USC Münster（2002-2003年）
- Rote Raben Vilsbiburg（2003-2007年）
- VC Stuttgart（2007-2008年）
- VfB Suhl（2008-2011年）
- SSV Ulm 1846（2011-2013年）